# Ted Lindsay Award

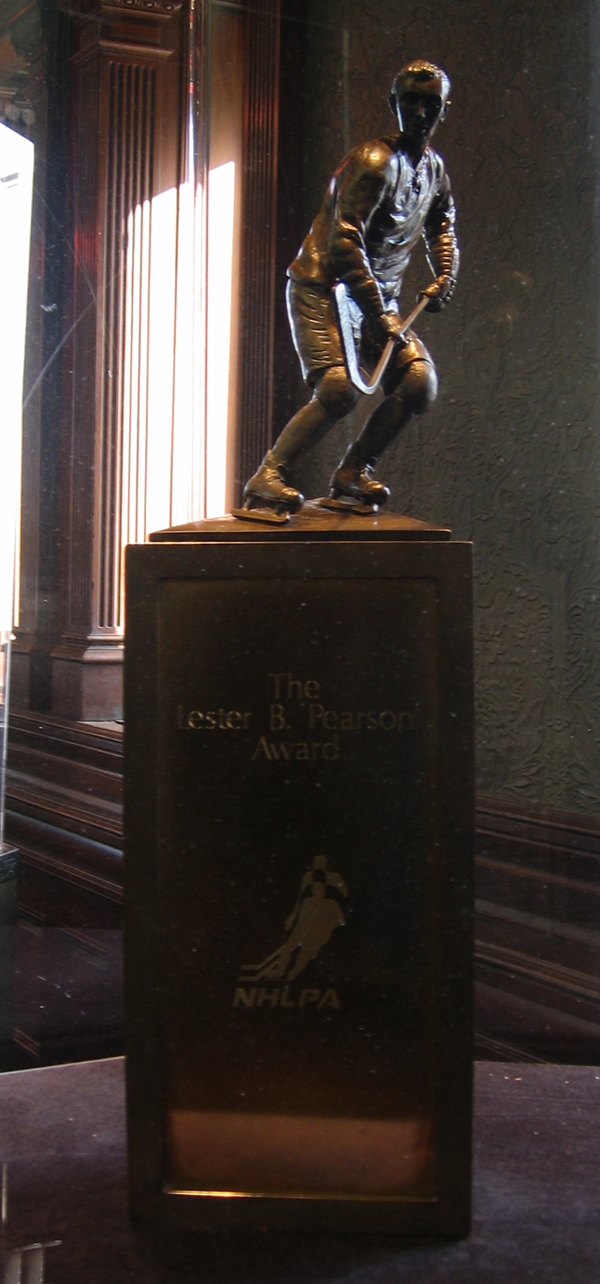
Lester B. Pearson Award

Ted Lindsay Award je trofej respektive sportovní cena udělovaná v NHL.
Tato trofej je vlastně jakousi druhou Hart Trophy, ale z pohledu samotných hráčů. Hráčská asociace NHL (NHLPA) si tedy sama volí ze svého středu toho hráče, kterého pokládá za nejlepšího a zároveň nejužitečnějšího pro tým, za který hraje.
Z tohoto úhlu je zajímavé i srovnání výsledků těchto dvou trofejí. Cena je pojmenována po proslulém hráči NHL čtyřicátých a padesátých let dvacátého století – Tedu Lindsayovi.
Do sezóny 2009-10 se tato trofej jmenovala Lester B. Pearson Award po kanadském ministerském předsedovi Lesteru B. Pearsonovi.

## Vítězové
| Ted Lindsay Award - (nejužitečnější hráč dle NHLPA) |                      |                     |
| Sezóna                                              | Hráč                 | Tým                 |
| 1970–1971                                           | Phil Esposito        | Boston Bruins       |
| 1971–1972                                           | Jean Ratelle         | New York Rangers    |
| 1972–1973                                           | Phil Esposito        | Boston Bruins       |
| 1973–1974                                           | Bobby Clarke         | Philadelphia Flyers |
| 1974–1975                                           | Bobby Orr            | Boston Bruins       |
| 1975–1976                                           | Guy Lafleur          | Montreal Canadiens  |
| 1976–1977                                           | Guy Lafleur          | Montreal Canadiens  |
| 1977–1978                                           | Guy Lafleur          | Montreal Canadiens  |
| 1978–1979                                           | Marcel Dionne        | Los Angeles Kings   |
| 1979–1980                                           | Marcel Dionne        | Los Angeles Kings   |
| 1980–1981                                           | Mike Liut            | St. Louis Blues     |
| 1981–1982                                           | Wayne Gretzky        | Edmonton Oilers     |
| 1982–1983                                           | Wayne Gretzky        | Edmonton Oilers     |
| 1983–1984                                           | Wayne Gretzky        | Edmonton Oilers     |
| 1984–1985                                           | Wayne Gretzky        | Edmonton Oilers     |
| 1985–1986                                           | Mario Lemieux        | Pittsburgh Penguins |
| 1986–1987                                           | Wayne Gretzky        | Edmonton Oilers     |
| 1987–1988                                           | Mario Lemieux        | Pittsburgh Penguins |
| 1988–1989                                           | Steve Yzerman        | Detroit Red Wings   |
| 1989–1990                                           | Mark Messier         | Edmonton Oilers     |
| 1990–1991                                           | Brett Hull           | St. Louis Blues     |
| 1991–1992                                           | Mark Messier         | New York Rangers    |
| 1992–1993                                           | Mario Lemieux        | Pittsburgh Penguins |
| 1993–1994                                           | Sergej Fjodorov      | Detroit Red Wings   |
| 1994–1995                                           | Eric Lindros         | Philadelphia Flyers |
| 1995–1996                                           | Mario Lemieux        | Pittsburgh Penguins |
| 1996–1997                                           | Dominik Hašek        | Buffalo Sabres      |
| 1997–1998                                           | Dominik Hašek        | Buffalo Sabres      |
| 1998–1999                                           | Jaromír Jágr         | Pittsburgh Penguins |
| 1999–2000                                           | Jaromír Jágr         | Pittsburgh Penguins |
| 2000–2001                                           | Joe Sakic            | Colorado Avalanche  |
| 2001–2002                                           | Jarome Iginla        | Calgary Flames      |
| 2002–2003                                           | Markus Näslund       | Vancouver Canucks   |
| 2003–2004                                           | Martin St. Louis     | Tampa Bay Lightning |
| 2004–2005                                           | Neudělena pro stávku |                     |
| 2005–2006                                           | Jaromír Jágr         | New York Rangers    |
| 2006–2007                                           | Sidney Crosby        | Pittsburgh Penguins |
| 2007–2008                                           | Alexandr Ovečkin     | Washington Capitals |
| 2008–2009                                           | Alexandr Ovečkin     | Washington Capitals |
| 2009–2010                                           | Alexandr Ovečkin     | Washington Capitals |
| 2010–2011                                           | Daniel Sedin         | Vancouver Canucks   |
| 2011–2012                                           | Jevgenij Malkin      | Pittsburgh Penguins |
| 2012–2013                                           | Sidney Crosby        | Pittsburgh Penguins |
| 2013–2014                                           | Sidney Crosby        | Pittsburgh Penguins |
| 2014–2015                                           | Carey Price          | Montreal Canadiens  |
| 2015–2016                                           | Patrick Kane         | Chicago Blackhawks  |
| 2016–2017                                           | Connor McDavid       | Edmonton Oilers     |
| 2017–2018                                           | Connor McDavid       | Edmonton Oilers     |
| 2018–2019                                           | Nikita Kučerov       | Tampa Bay Lightning |
| 2019–2020                                           | Leon Draisaitl       | Edmonton Oilers     |
| 2020–2021                                           | Connor McDavid       | Edmonton Oilers     |
| 2021–2022                                           | Auston Matthews      | Toronto Maple Leafs |
| 2022–2023                                           | Connor McDavid       | Edmonton Oilers     |
| 2023–2024                                           | Nathan MacKinnon     | Colorado Avalanche  |
| 2024–2025                                           | Nikita Kučerov       | Tampa Bay Lightning |
| Zdroj na eliteprospects.com                         |                      |                     |